# اکرم (ترکمنستان)
اَکَرَم  (به ترکمنی: Ekerem، اِکِرِم) یک شهرک در غرب ترکمنستان است که در استان بلخان و در کرانهٔ دریای خزر واقع شده است.